# Braunia cochlearifolia
Braunia cochlearifolia är en bladmossart som beskrevs av C. Müller 1897. Braunia cochlearifolia ingår i släktet Braunia och familjen Hedwigiaceae. Inga underarter finns listade i Catalogue of Life.